# 패키지 투어
패키지 투어(Package tour), 또는  한 묶음 여행은 여행사가 출발 (집합 장소)에서 도착지 (해산 장소)까지의 모든 여행 일정을 관리하는 형태의 여행 상품이다. 단순히 투어라고 부르는 경우도 많다.
패키지 투어는 여행사로 알려진 공급업체가 함께 광고하고 판매하는 운송 및 숙박 시설로 구성된다. 휴일 동안 렌트카, 활동 또는 외출과 같은 기타 서비스가 제공될 수 있다. 교통수단은 자동차, 버스, 전세항공기를 이용할 수 있으며 휴가의 일부로 지역 간 여행을 포함할 수도 있다. 패키지 휴일은 제품 번들링의 한 형태이다.
패키지 투어는 여행사에서 구성하고 여행사에서 소비자에게 판매한다. 일부 여행사는 여행사 직원이고 다른 여행사는 독립적이다.
가끔 패키지 투어 중 쇼핑과 관련된 일정은 강매 당할 가능성이 있기 때문에 피하는 것이 좋다.

## 같이 보기
- 관광